# Борк, Роберт
Роберт Херон Борк (англ. Robert Heron Bork; 1 марта 1927, Питтсбург, Пенсильвания, США — 19 декабря 2012, Арлингтон, Виргиния, США) — американский юрист и государственный деятель, и. о. Генерального прокурора США (1973).

## Биография
Родился в семье торгового агента в сталелитейной промышленности. В 1948 году окончил Чикагский университет, получив степень бакалавра искусств, в 1953 году — аспирантуру того же университета со степенью доктора права. Участник Корейской войны (1950—1952). Затем работал адвокатом. В 1962—1975 и 1977—1981 годах — профессор юридического факультета Йельского университета.
- 1973—1977 годах — генеральный солиситор США[3];
- октябрь-декабрь 1973 года — одновременно являлся временным Генеральным прокурором США, играл одну из решающих ролей в Уотергейтском скандале, поскольку в этот момент подали в отставку Генеральный прокурор Элиот Ричардсон и его заместитель Уильям Ракелсхауз;
- 1982—1988 годах — судья Апелляционного суда округа Колумбия США;
- 1987 году — президент Рейган выдвинул кандидатуру Борка на место в Верховном суде, освободившееся в связи с уходом в отставку Люиса Пауэлла. Однако либеральные круги развернули против него настоящую информационную войну, в результате которой Сенат отверг его кандидатуру большинством 58 против 42 голосов. В итоге в английском языке возник неологизм «боркануть», который по определению Оксфордского словаря, означает заблокировать кандидата на государственную должность, подвергнув его систематическому шельмованию и поливанию грязью. Кстати, кампанию против Роберта Борка в Сенате возглавил тогда сенатор от Делавэра (затем вице-президент в администрации президента Обамы и впоследствии президент США) Джо Байден. В тот момент он добивался демократической номинации на президентских выборах 1988 году.

Политик состоял в ряде влиятельных общественных организаций (Texas Review of Law & Politics, Defenders of Property Rights); являлся членом объединения за восстановления «американской мечты». Автор книги «Сползание в Гоморру: современный либерализм и закат Америки» (1997), в которой критиковал либерализм, насильственно насаждаемый в США «мультикультурализм», пропаганду секса и жестокости в кино и литературе.